# Unha
A unha é uma estrutura composta por queratina presente na ponta dos dedos da maioria dos vertebrados terrestres. É produzida por glândulas em sua base que secretam grossas camadas de queratina, que se mantêm aderidas à pele até a sua extremidade.
Um ungueal (do latim unguis, ou seja, unha) é um osso distal do dedo do pé altamente modificado que termina em um casco, garra ou unha. Elefantes e ungulados têm falanges ungueais, assim como os saurópodes e dinossauros com chifres. Uma garra é uma falange ungueal altamente modificada. Assumem formas e funções diferentes nas várias espécies animais. 
Na forma de garras, servem para cavar ou agarrar um substrato ou um alimento. Na forma de cascos, atuam absorvendo o impacto dos membros durante corridas ou para absorver o peso do animal. Nos humanos e em muitos primatas, as unhas são reduzidas, arredondadas e quadradas, o que favorece a precisão na manipulação de objetos com a ponta dos dedos, além de facilitar a ação de segurar galhos ou objetos com as mãos e pés. No ser humano, as dos dedos das mãos crescem aproximadamente 4 vezes mais rápido que as dos dedos dos pés, sendo que as das mãos crescem, por mês, aproximadamente 3 milímetros.

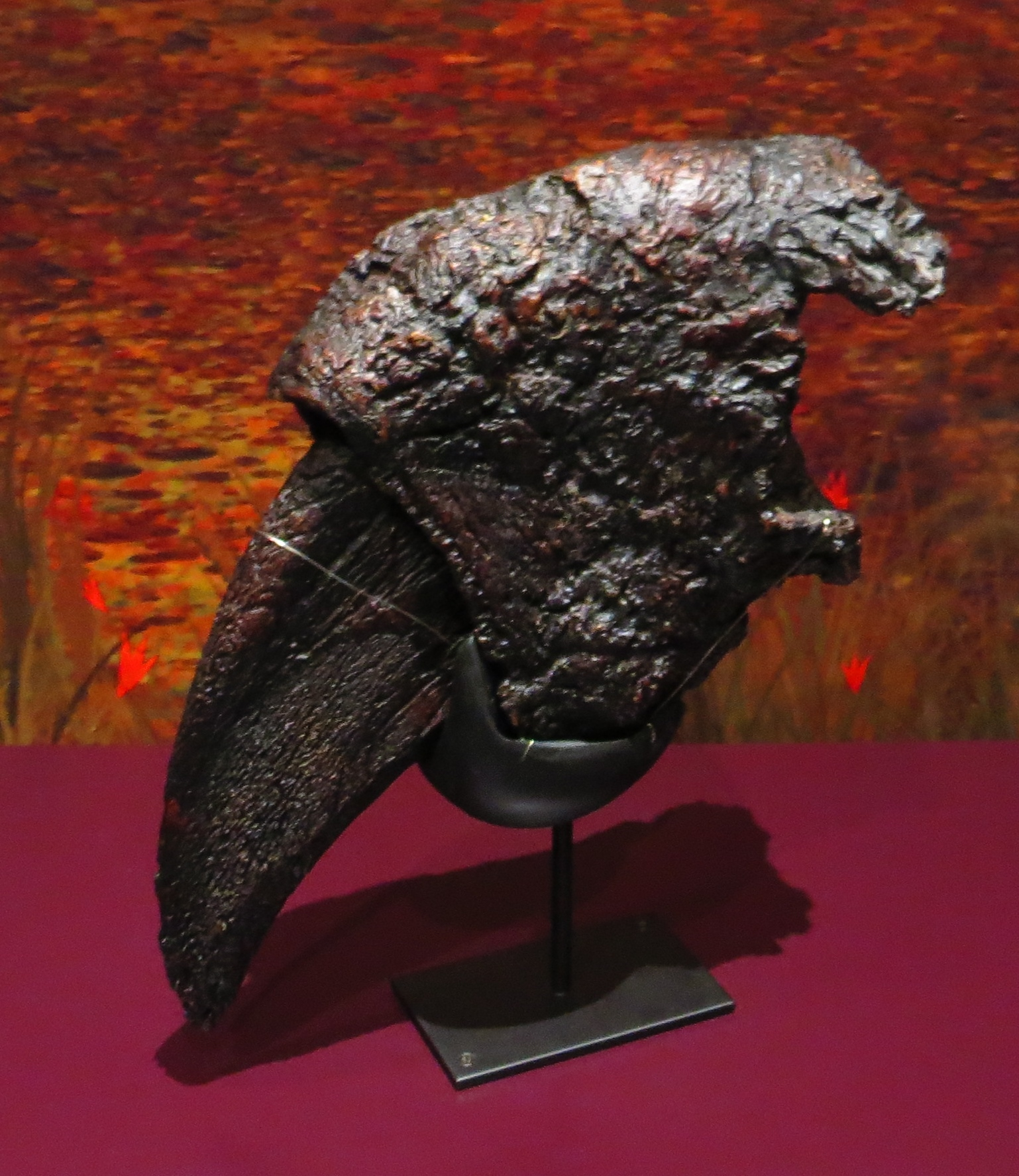
Ungueal fóssil de um Eremotherium

## Partes da unha humana

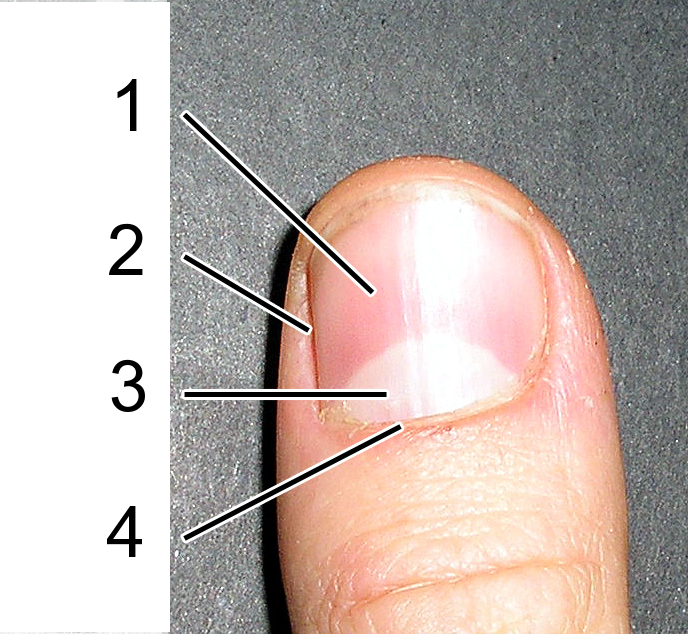
1- Lâmina ungueal: o que se convenciona chamar de unha; porção rígida e translúcida, composta de queratina.
2- Prega periungueal: a dobra de pele nos lados da unha.
3- Lúnula: a parte branca convexa do leito da unha.
4- Eponíquio: a região entre a finalização da pele do dedo na face superior da unha e a porção proximal da unha.

As unhas são feitas de uma proteína rígida chamada queratina e são uma forma modificada dos cabelos, são compostas por:
- A margem livre é a parte da unha que se estende além do dedo. Não há terminações nervosas nessa região, logo não sentimos dor ao cortá-la.
- A matriz ungueal ou raiz da unha - é a porção proximal da unha que cresce. Está embaixo da pele.
- eponíquio ou cutícula que é uma dobra de pele na porção proximal da unha.
- prega periungueal que é a dobra de pele nos lados da unha.
- hiponíquio que é um fixação entre a pele do dedo e a porção distal da unha.
- lâmina ungueal que é a parte que nós pensamos quando dizemos unha, a porção rígida e translúcida, composta de queratina.
- leito ungueal que é o tecido conjuntivo aderente que está fortemente aderido à lâmina ungueal. Possui uma grande quantidade de terminações nervosas.
- lúnula que é a parte branca convexa do leito da unha.
- Prega ungueal uma prega da pele dura sobreposta como de base de uma unha.

A unha dividida em 3 partes:

Corpo- Lâmina ungueal é parte visivel que se estende desde a raiz até ao bordo livre.

Raiz- inserida na pele, sempre com tecido fixado em crescimento que é chamado de matriz.

Bordo livre- Secção final da placa até a ponta dos pés.
A unha é constituída por 3 camadas:

Camada superficial- formada pela desvitalização das células ( células perdem seu núcleo e acumulam queratina) que promovem da matriz

Camada intermédia- é mais grossa e tem a mesma origem que a superficial, mas com mais células vivas muito unidas entre si e com menor densidade fibra queratinizadas

Camada profunda- são apenas 2 camadas de células que provém do leito epidérmico

## Doenças nas Unhas

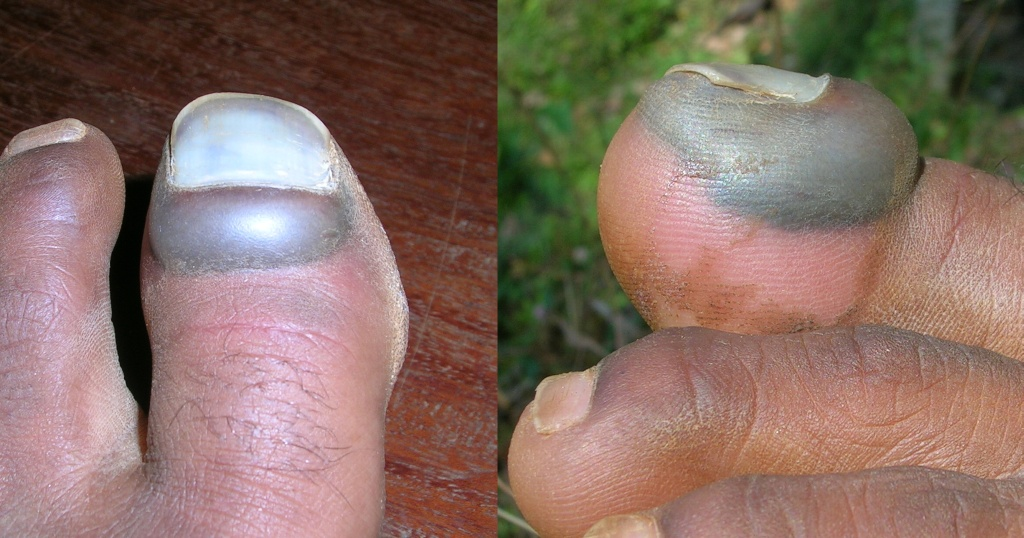
Unha do pé aleijada.

Existem doenças que podem acometer as unhas:
- Traumatismo na base das unhas, são quando pontos esbranquiçados aparecem na ponta e são bem comuns.
- Unhas encravadas, são também relativamente comuns, as causas normalmente são por causa dos sapatos apertados, traumatismos e dedos grandes (háluxe) do pé. São muito dolorosas, e é recomendável a procura de um dermatologista ou podólogo para evitar infecções.
- Hemorragias subungueais, são rupturas dos vasos sanguíneos nas unhas que podem causar linhas verticais ou manchas arroxeadas.
- Infecções por fungos(micoses) ou por bactérias, as causadas por fungos causam deformidades nas unhas, já a por bactérias causa vermelhidão e inchaço em volta delas.

Para evitar essas doenças mantenha as unhas sempre limpas e secas para evitar procriação de bactérias e fungos. Não roa as unhas pois isso as umedece e favorece infecções, além do crescimento irregular delas. Não use objetos, como alicates, que não estejam esterilizados e não roa as unhas .

### Punctata Leuconíquia
As pequenas manchas brancas nas unhas designam-se por Punctata Leuconíquia e são várias as situações que podem provocar o seu aparecimento. Estas marcas são, na maioria dos casos, benignas e não indicam qualquer problema de saúde.
A verdade é que estas manchas costumam aparecer quando se dá uma inflamação ou um traumatismo na base da unha. Podem aparecer apenas quando a unha cresce, meses depois de se dar a lesão.